# Pierre Verville
Pour les articles homonymes, voir Verville.
Pierre Verville est un acteur, humoriste et imitateur québécois né le 12 juillet 1962 à Victoriaville. Il est le père de la comédienne Marianne Verville.

## Filmographie
- 1989 : Dans le ventre du dragon : équipe d'entretien
- 1998 : Réseaux (série télévisée) : René Guimond
- 2002 : Des bêtes et des hommes : lui-même
- 2002 : Caméra café : Pierre Boivert - chasseur de tête
- 2003 : L'Auberge du chien noir (série télévisée) : Charles Morin
- 2004 : ICI Laflaque (série télévisée) : voix additionnelles
- 2006 : Cadavre exquis, première édition : Méphisto
- 2007 : Les Lavigueur, la vraie histoire : Jean-Guy Lavigueur
- 2008 : Les Boys  : Gerry
- 2011 : Winnie l'ourson : Winnie l'ourson (voix)
- 2014 : Mensonges  (série télévisée) : Marcel Lévesque
- 2015-2019 : Fou des oiseaux (série documentaire) : lui-même, animateur
- 2023: Des hommes, la nuit: Michel
- 2023 : Le Temps d'un été de Louise Archambault : Molo

## Récompenses et Nominations

### Récompenses
- Prix Gémeaux 2008 : Meilleur acteur dans une série dramatique pour Les Lavigueur, la vraie histoire.